# کوکو (فیلم ۲۰۱۷)
کوکو (به انگلیسی: Coco) فیلمی پویانمایی فانتزی کمدی-درام آمریکایی محصول سال ۲۰۱۷ است که توسط استودیوهای انیمیشن پیکسار برای والت دیزنی پیکچرز ساخته شده است. این فیلم توسط لی آنکریچ با همکاری آدریان مولینا کارگردانی شده و توسط دارلا کی. اندرسون از فیلم‌نامه‌ای نوشته مولینا و متیو آلدریچ و داستانی توسط آنکریچ، مولینا و آلدریچ و جیسون کاتز، بر اساس ایده اصلی توسط آنکریچ، تهیه شده است. آنتونی گونزالز، گائل گارسیا برنال، بنجامین برت، آلانا اوباک، رنه ویکتور، آنا اوفلیا مورگیا و ادوارد جیمز آلموس صداپیشگان فیلم هستند.
ایده‌ کوکو از تعطیلات مکزیکی روز مردگان الهام گرفته شده است. پیکسار از سال ۲۰۱۶ توسعه‌ این پویانمایی را آغاز کرد. آنکریچ، مولینا، اندرسون و برخی از اعضای تیم فیلم برای تحقیق به مکزیک سفر کردند. موسیقی متن این فیلم را مایکل جاکینو، که پیش‌تر روی فیلم‌های پویانمایی پیکسار کار کرده بود، ساخته است. با بودجه‌ای بین ۱۷۵ تا ۲۲۵ میلیون دلار، کوکو نخستین فیلمی است که با بودجه‌ ۹ رقمی، از یک گروه بازیگران اصلی کاملاً لاتین‌تبار بهره می‌برد.
کوکو در ۲۰ اکتبر ۲۰۱۷، در جشنواره بین‌المللی فیلم مورلیا در مورلیا، مکزیک به نمایش درآمد. این فیلم هفته‌ بعد، درست پیش از دیا دِ موئرتوس، در مکزیک و سپس در ۲۲ نوامبر ۲۰۱۷ در ایالات متحده اکران شد. کوکو به دلیل پویانمایی، صداپیشگی، موسیقی، جلوه‌های بصری، داستان احساسی و احترام به فرهنگ مکزیک مورد تحسین قرار گرفت. این فیلم بیش از ۸۱۴ میلیون دلار در سراسر جهان فروش داشت و در زمان اکران، به پانزدهمین فیلم پویانمایی پرفروش تاریخ تبدیل شد. کوکو در نودمین دوره جوایز اسکار دو جایزه و همچنین افتخارات متعددی کسب کرد. هیئت ملی بازبینی، این فیلم را به‌عنوان بهترین فیلم پویانمایی ۲۰۱۷ انتخاب کرد. دنباله‌ای برای این فیلم با عنوان کوکو ۲ قرار است در سال ۲۰۲۹ منتشر شود.

## داستان
در شهر سانتا سیسیلیا در مکزیک، زن جوانی به نام ایملدا با مردی ازدواج می‌کند که در نهایت او و دخترشان، کوکو، را ترک می‌کند تا حرفه‌ موسیقی را دنبال کند. وقتی او هرگز بازنمی‌گردد، ایملدا موسیقی را در خانواده‌اش ممنوع می‌کند و یک کسب‌وکار کفاشی راه‌اندازی می‌کند.
دهه‌ها بعد، نبیره‌ ایملدا، پسری به نام میگل، همراه با والدین و بستگانش، از جمله کوکوی سالخورده و بیمار، در خانه‌ خانوادگی‌شان زندگی می‌کند. با وجود ممنوعیت ادامه‌دار موسیقی در خانواده، میگل مخفیانه عاشق موسیقی است و با تماشای ویدئوهای الگوی خود، ارنستو د لا کروز، موسیقی‌دان فقید، نواختن گیتار را یاد می‌گیرد. در روز مردگان، میگل ناخواسته با اُفرندا (محراب یادبود خانوادگی) برخورد می‌کند و قاب عکسی که تصویر ایملدا و کوکوی نوزاد در آن است، می‌شکند. او در این عکس، بخشی پنهان را کشف می‌کند که نشان می‌دهد پدرِ پدربزرگش (که سر او از عکس بریده شده است) در حال نگه‌داشتن گیتار مشهور ارنستو د لا کروز است. میگل، با این باور که این عکس ثابت می‌کند ارنستو جد اوست، هیجان‌زده رؤیای موسیقیایی‌اش را با خانواده‌اش در میان می‌گذارد. در واکنش، مادربزرگ میگل گیتار او را نابود می‌کند.
ناراحت و ناامید، میگل وارد مقبره‌ ارنستو می‌شود و گیتار او را برمی‌دارد تا در یک مسابقه‌ استعدادیابی محلی شرکت کند. اما به محض اینکه میگل سیم‌های گیتار را می‌نوازد، برای همه‌ افراد زنده نامرئی می‌شود. با این حال، او می‌تواند با بستگان اسکلتی خود که برای تعطیلات از سرزمین مردگان آمده‌اند، تعامل داشته باشد. آنها میگل را با خود به سرزمین مردگان می‌برند و متوجه می‌شوند که ایملدا نمی‌تواند به دنیا بازگردد، زیرا میگل عکس او را از افرندا برداشته است. همچنین، میگل درمی‌یابد که به دلیل دزدیدن چیزی از مردگان، دچار نفرین شده است: او باید پیش از طلوع خورشید، برکت یکی از اعضای خانواده را دریافت کند تا به دنیای زندگان بازگردد، در غیر این صورت، برای همیشه در سرزمین مردگان باقی خواهد ماند. ایملدا به او برکتی پیشنهاد می‌دهد، اما به شرطی که موسیقی را برای همیشه کنار بگذارد. میگل این شرط را نمی‌پذیرد و تصمیم می‌گیرد به جای آن، برکت ارنستو را به دست آورد.
میگل با هکتور، یک اسکلت بدشانس که زمانی با ارنستو اجرا می‌کرده، روبه‌رو می‌شود. هکتور پیشنهاد می‌دهد که او را نزد ارنستو ببرد، به این شرط که میگل عکس او را روی افرندا قرار دهد تا بتواند دخترش را ببیند، زیرا اگر دخترش او را به فراموشی بسپارد، برای همیشه از بین خواهد رفت. هکتور به میگل کمک می‌کند تا در یک مسابقه‌ استعدادیابی اجرا کند و از این طریق، اجازه‌ ورود به عمارت ارنستو را بگیرد، اما پس از آنکه خانواده‌اش او را پیدا می‌کنند، میگل فرار می‌کند.
میگل مخفیانه وارد عمارت ارنستو می‌شود و با استقبال گرم و شگفت‌زده‌ او روبه‌رو می‌شود. اما در همین حین، هکتور ظاهر می‌شود و ارنستو را به سرقت آهنگ‌هایش متهم می‌کند. در حالی که این دو با هم مشاجره می‌کنند، میگل به‌تدریج حقیقت را کنار هم می‌چیند: ارنستو و هکتور زمانی یک گروه موسیقی موفق بودند، اما وقتی هکتور دلتنگ خانواده‌اش شد و تصمیم گرفت بازگردد، ارنستو که خودش قادر به نوشتن آهنگ نبود، او را مسموم کرد و گیتار و ترانه‌هایش را دزدید تا به نام خودش معرفی کند. برای حفظ میراثش، ارنستو عکس هکتور را می‌گیرد و دستور می‌دهد که او و میگل را به درون یک سنوته (گودال طبیعی) بیندازند. در آنجا، هکتور فاش می‌کند که دخترش کوکو نام دارد، که این یعنی او در واقع پدرِ پدربزرگ واقعی میگل است.
پس از نجات توسط خانواده‌اش، میگل حقیقت مرگ هکتور را برملا می‌کند و ایملدا و هکتور با یکدیگر آشتی می‌کنند. خانواده‌ میگل به کنسرت ارنستو نفوذ می‌کنند تا عکس هکتور را پس بگیرند. در جریان این اتفاقات، جنایات ارنستو برای حضار افشا می‌شود و مردم به سرعت علیه او می‌شوند. سرانجام، ارنستو با سقوط یک ناقوس (درست مانند سرنوشت واقعی‌اش) خرد می‌شود، اما عکس هکتور در این هرج‌ومرج گم می‌شود. با طلوع خورشید، ایملدا و هکتور که در حال محو شدن است، به میگل برکت می‌دهند و او را به دنیای زندگان بازمی‌گردانند.
در بازگشت به خانه، میگل از خانواده‌اش بابت فرار کردن عذرخواهی می‌کند و با گیتار هکتور آهنگ «مرا به یاد بیاور» را می‌نوازد. این آهنگ باعث می‌شود کوکو جان تازه‌ای بگیرد و با او هم‌خوانی کند. سپس، او فاش می‌کند که تکه‌ پاره‌شده‌ عکس را که چهره‌ هکتور در آن بود، نزد خود نگه داشته است. کوکو با تعریف کردن داستان‌هایی درباره‌ پدرش، خاطرات او را زنده نگه می‌دارد و باعث می‌شود که او در سرزمین مردگان نیز به حیات خود ادامه دهد. در نهایت، میگل با خانواده‌اش آشتی می‌کند و ممنوعیت موسیقی در خانواده برای همیشه برداشته می‌شود.
یک سال بعد، میگل خواهر نوزادش، سُکورو، را کنار افرندا‌ی خانواده می‌برد، که اکنون شامل عکس‌های هکتور و کوکو که به‌تازگی درگذشته است، می‌شود. نامه‌هایی که کوکو از هکتور نگه داشته بود، ثابت می‌کنند که ارنستو آهنگ‌های او را دزدیده است. این موضوع باعث رسوایی ارنستو و احیای اعتبار هکتور می‌شود.

## بازیگران
- آنتونی گونزالس در نقش میگل پسر دوازده ساله اهل موسیقی
- بنجامین برت در نقش ارنستو دلاکروز، مشهورترین موسیقی‌دان در تاریخ مکزیک و الگوی میگل
- گائل گارسیا برنال در نقش هکتور
- آلانا اوباک در نقش ماما ایملدا ریورا، مادرجد مادربزرگ میگل
- رینی ویکتور در نقش مادر بزرگ میگل که سخت مخالف موسیقی است
- ادوارد جیمز آلموس در نقش دوست هکتور
- آلفونسو آرائو در نقش شوهر کوکو
- جیم کمیل در نقش پدر میگل
- سوفیا اسپینوزا در نقش مادر میگل
- سیلوا والدز در نقش عموی میگل
- لومباردو بویار در نقش نوازنده ماریاچی که میگل با او ملاقات دارد
- آنا اوفلیا مورگیا در نقش مامان کوکو
- چیچ مارین در نقش مسئول تصحیح
- گابریل ایگلسیاس در نقش کلرک
- ناتالیا کوردوا-باکلی در نقش فریدا کالو
- جان راتزنبرگر در نقش یک اسکلت با دندان‌های خراب در سرزمین مردگان

## تولید
در هنگام ساخت پویانمایی داستان اسباب بازی ۳ در۲۰۱۰ لی آنکریچ طرح ایده این فیلم را در فکر خود ریخت. ابتدائا قرار بود این پویانمایی در مورد یک کودک آمریکایی علاقه‌مند به گیتار در خانواده‌ای از میراث مکزیکی ساخته شود. اما در این اثناء تیم سازنده دیدند این ایده بسیار کلیشه شده، پس داستان این فیلم را اصلاح کردند تا روی داستان آن کودک مکزیکی در خانواده خود تمرکز کنند.

## استقبال

### فروش
در تاریخ ۴ فوریه ۲۰۱۸ کوکو توانست ۲۰۴٫۶ میلیون دلار در ایالات متحده و کانادا ۴۹۶٫۳ میلیون دلار در سایر کشورها از گیشه به دست آورده بود.

## جوایز
- نودمین دوره جوایز اسکار

| قسمت                  | نامزد                            | نتیجه |
| --------------------- | -------------------------------- | ----- |
| بهترین فیلم پویانمایی | لی آنکریچ و دارلا کی اندرسون     | برنده |
| بهترین ترانه          | کریستن اندرسون-لوپز و رابرت لوپز | برنده |

- هفتاد و پنجمین مراسم گلدن گلوب

| قسمت                  | نامزد                            | نتیجه    |
| --------------------- | -------------------------------- | -------- |
| بهترین فیلم پویانمایی | لی آنکریچ و دارلا کی اندرسون     | برنده    |
| بهترین ترانه          | کریستن اندرسون-لوپز و رابرت لوپز | نامزدشده |